# Mangonia Park
Mangonia Park – miasto w Stanach Zjednoczonych, w stanie Floryda, w hrabstwie Palm Beach.

## Demografia
W roku 2000 miasto zamieszkiwały 1283 osoby, a gęstość zaludnienia wynosiła 712,8 osoby/km². W roku 2023 liczba mieszkańców wzrosła do 2586 osób, a gęstość zaludnienia przekroczyła 1436 osób/km². Na przestrzeni niespełna ćwierćwiecza zaludnienie zwiększyło się ponad 2-krotnie.